# William P. Price

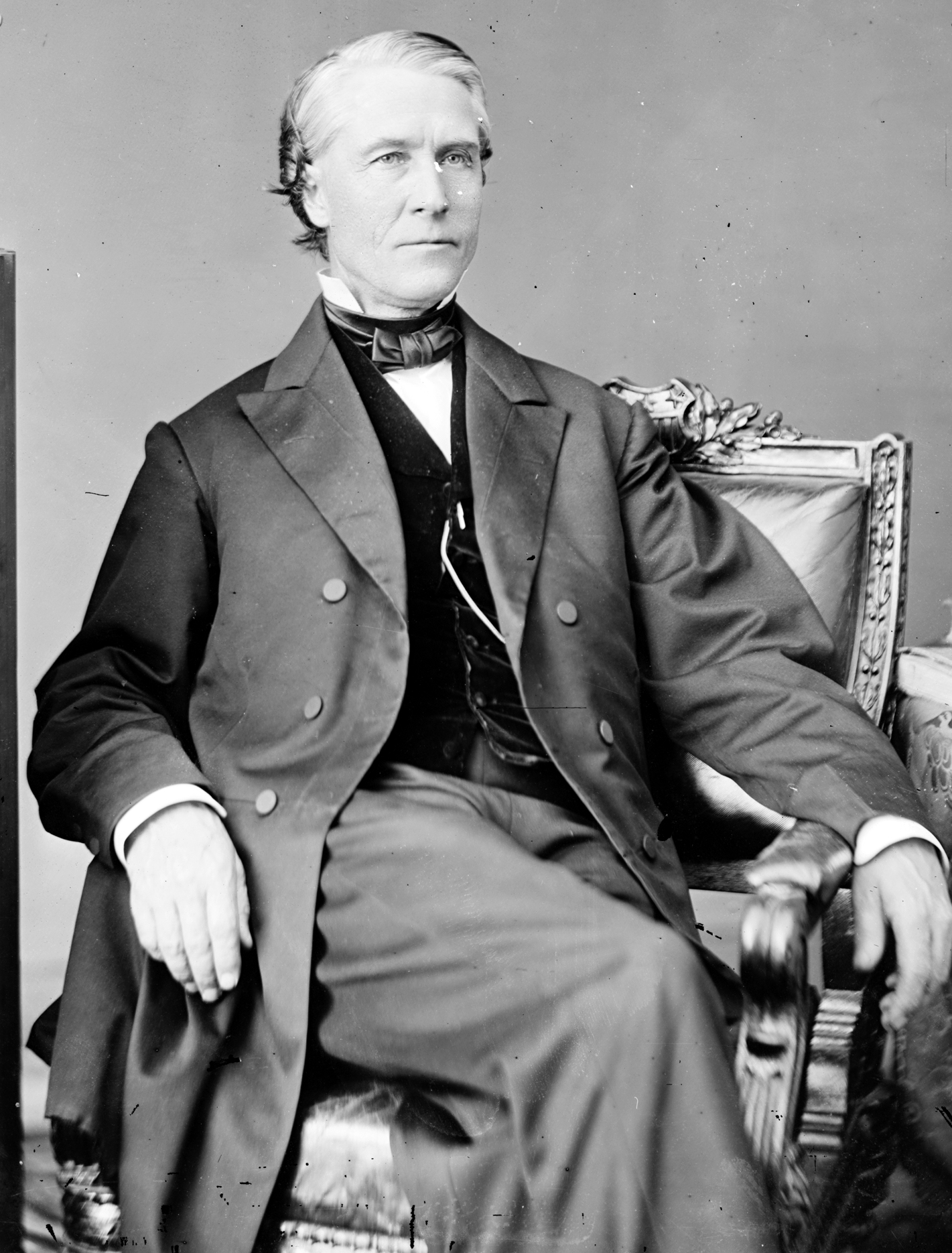
William P. Price

William Pierce Price (* 29. Januar 1835 in Dahlonega, Georgia; † 4. November 1908 ebenda) war ein US-amerikanischer Politiker. Zwischen 1870 und 1873 vertrat er den Bundesstaat Georgia im US-Repräsentantenhaus.

## Werdegang
William Price besuchte die öffentlichen Schulen seiner Heimat und absolvierte anschließend eine Lehre im Druckerhandwerk. Im Jahr 1851 zog er nach Greenville in South Carolina, wo er an der Furman University studierte. Allerdings brach er dieses Studium ohne Abschluss ab. Stattdessen engagierte er sich im Zeitungsgeschäft. In Greenville arbeitete er für die dortige Tageszeitung „Southern Enterprise“-
Nach einem anschließenden Jurastudium und seiner im Jahr 1856 erfolgten Zulassung als Rechtsanwalt begann er in Greenville in seinem neuen Beruf zu arbeiten. Während des Bürgerkrieges diente er als Feldwebel in einer Einheit aus South Carolina, die auf der Seite der Konföderation kämpfte. Politisch war Price Mitglied der Demokratischen Partei. Zwischen 1864 und 1866 saß er als Abgeordneter im Repräsentantenhaus von South Carolina.
Im Jahr 1866 kehrte er in seinen Geburtsort Dahlonega zurück. Von 1868 bis 1870 war er Abgeordneter im Repräsentantenhaus von Georgia. Bei den Kongresswahlen des Jahres 1868 wurde im sechsten Wahlbezirk von Georgia kein Kandidat in das US-Repräsentantenhaus in Washington, D.C. gewählt. Somit wurde für diesen Sitz eine Nachwahl fällig, die Price gewann. Am 22. Dezember 1870 konnte er im Kongress sein neues Mandat antreten. Nach einer Wiederwahl bei den regulären Wahlen des Jahres 1870 konnte er bis zum 3. März 1873 im US-Repräsentantenhaus verbleiben. Im Jahr 1872 verzichtete er auf eine erneute Kandidatur.
In den Jahren 1877 und 1879 sowie nochmals von 1894 bis 1895 war er erneut Abgeordneter im Repräsentantenhaus von Georgia; von 1880 bis 1881 gehörte Price dem Staatssenat an. 1880 war er Delegierter zur Democratic National Convention in Cincinnati, auf der Winfield Scott Hancock als Präsidentschaftskandidat nominiert wurde. Außerdem war Price von 1870 bis 1908 Kurator des North Georgia Agricultural College. Ansonsten praktizierte er wieder als Rechtsanwalt. William Price starb am 4. November 1908 in seinem Geburtsort Dahlonega.